# 迪亚诺圣彼得罗
迪亚诺圣彼得罗（義大利語：Diano San Pietro）是意大利因佩里亚省的一个市镇。总面积11.74平方公里，人口1099人，人口密度93.6人/平方公里（2009年）。ISTAT代码为008028。